# 757 Portlandia
Portlandia (asteroide 757) é um asteróide da cintura principal com um diâmetro de 32,09 quilómetros, a 2,1130339 UA. Possui uma excentricidade de 0,1093822 e um período orbital de 1 334,79 dias (3,65 anos).
Portlandia tem uma velocidade orbital média de 19,33682575 km/s e uma inclinação de 8,167º.
Esse asteróide foi descoberto em 30 de Setembro de 1908 por Joel Metcalf.